# Forsvarsløse dyr
Forsvarsløse dyr er en dansk dokumentarfilm fra 1954 instrueret af Erik Ole Olsen og efter manuskript af Poul Overgaard Nielsen.

## Handling
Dyremishandling i alverdens afskygninger. Enten på grund af tankeløshed eller uvidenhed. Henvendt til landmanden såvel som kæledyrsejerne.
Filmen viser en række eksempler på dyr, der mishandles af mennesker på grund af uvidenhed.

1.	Børn leger med killing. De sætter elastik på foden, glemmer det, og elastikken medfører skader i foden.

2.	Dreng skyder svale med slangebøsse.

3.	Kaniner holdes i elendige bure i kolonihaven hos en familie med to småbørn. Om efteråret drager familien hjem til lejligheden, men kaninerne bliver. Naboen lovede at passe dem med vand og mad, men gør det ikke. Kaninerne dør og de rådnende kaniner ses i burene. Politiet optager rapport.

4.	Gris i kolonihave i et skur. Den har for lidt plads.

5.	Lænkehund i kort lænke og med meget ringe hundehus. Kommentar: Brug aldrig lænke, lav en hundegård.

6.	Strejfende hunde jager får.

7.	Heste og køer uden læ.

8.	Tøjrede køer skal have en grime, der ikke gnaver sår. Filmen viser en god og en dårlig grime. Såret angribes af fluer.

9.	Kalv skal transporteres på vognlad. Det vises, hvordan kalven puttes i sæk, så den bliver liggende på ladet. Stående kalve brækker let benene.

10.	Køer drives med stok eller ved at vride halen om. Brug i stedet en elektrisk stødgiver. Man ser, hvordan halevrid knækker halen

11.	Brug el-hegn i stedet for pigtråd.

12.	Brandsikring lovbefalet i stalde. Nedbrændt stald med forkullede køer vises.

13.	Manglende klovbeskæring af køer er alvorlig dyremishandling. Forvokset klov vises. Klovbeskæring ses i detaljer (også med tegninger).

14.	Heste skal spændes korrekt for. Man kan styre en hest ved at gribe den om tungen. Hestens fødselsdag tatoveres på tungen med en maskine, opfundet af en dyrlæge. Skånsom. Gamle heste må ikke bruges til arbejde, det er dyremishandling.